# Nefaarudž I.
Nefaarudž I., známý též v jeho řecké variantě Neferites I., byl egyptský faraon, zakladatel 29. dynastie. Vládl v letech 399–393 př .n. l.

## Vláda

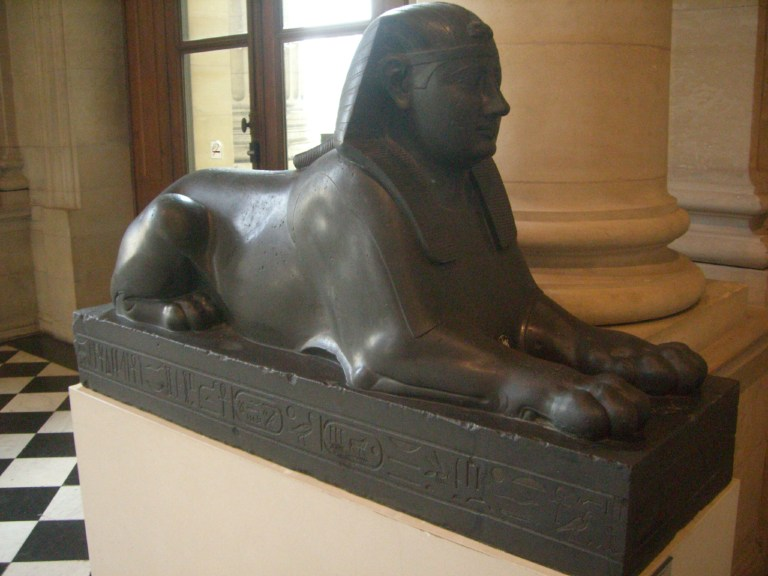
Sfinga faraona

Uvádí se, že Nefaarudž byl generálem z města Džedet. Roku 399 př. n. l. povstal proti faraonu Amyrtaius(ovi), porazil jej a popravil v Memphisu. Nefaarudž se nechal v Memphisu a možná také v Sau korunovat faraonem, krátce nato přesunul hlavní město do svého rodného Džedetu.
Nefaarudž I. si vybral stejné Horovo jméno jako Psamtik I. a jméno Zlatého Hora jako Ahmose II. - obou vládců předešlé 26. dynastie, což může dokazovat, že chtěl spojit svojí vládu s dřívějším velkolepým obdobím.

### Monumenty
Podle Manetha Nefaarudž I. vládl šest let. Stavby Nefaarudže I. byly nalezeny na mnoha místech po celém Egyptě. V Dolním Egyptě je zmíněn v Thmuis(u) , Tell Roba, Buto (kde byla nalezena jeho socha
), Memfisu, Sakkáře (kde se ve druhém roce jeho vlády pohřeb býka Apise) a jeho hlavním a rodném městu Mendes. Postavil také některé budovy v Karnaku, jako je sklad a svatyně, která měla sloužit pro posvátnou bárku.
V zahraničních záležitostech zasahoval na Blízkém východě. Jak hlásal Diodóros Sicilský, v roce 396 př. n. l. podpořil ve válce proti Peršanům spartánského krále Agésilaa. Sparťané dobyli Kypr a Rhodos a snažili se rozšířit svůj vliv dále na východ. Nefaarudž dodal Sparťanům 500 000 měr zrn a materiál pro 100 triér. Náklad však dorazil na Rhodos poté, co se Peršanům podařilo ostrov znovu dobýt, takže jej zabavil filo-perský admirál Konon z Athén.

### Smrt a nástupnictví
Nefaarudž I. zemřel v letech 393 př. n. l. po šesti letech vlády. Demotická kronika jednoduše uvádí, že jej „jeho syn“ vystřídal na trůně, aniž by bylo uvedeno jakékoli jméno. V dnešní době se předpokládá, že Nefaarudžův syn byl Hakor, který po něm vládl jen rok, než byl sesazen Pašerimutem, Achoris však po dalším roce opět získal trůn.